# 1900 în știință
Anul 1900 în știință și tehnologie a implicat câteva evenimente semnificative, enumerate mai jos.

## Aeronautică

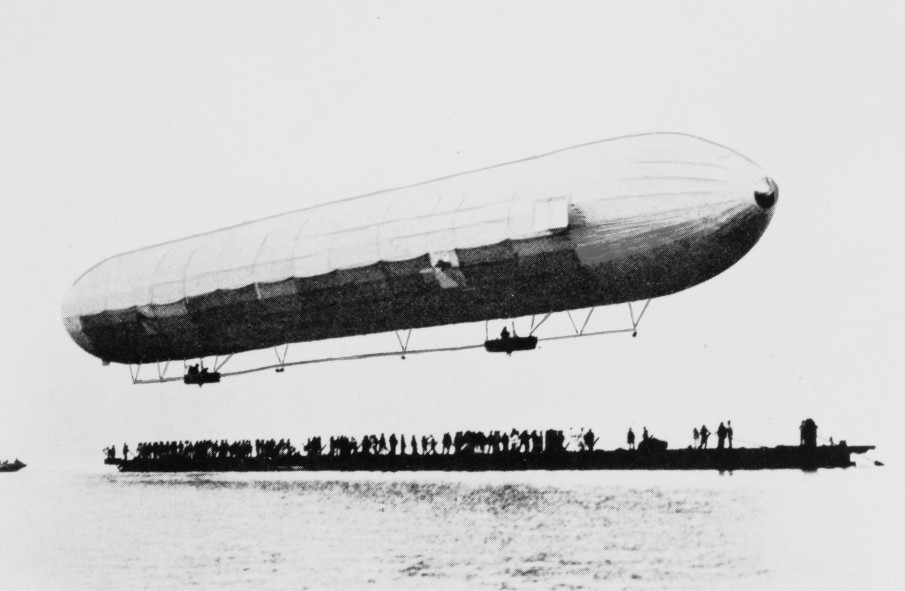
Dirijabilul LZ1

- 2 iulie: Primul zbor al unui dirijabil este realizat de LZ1 proiectat de Ferdinand von Zeppelin. Deși dirijabilul a fost distrus la aterizare, a contribuit cu mult la dezvoltarea aviației.[1]

## Chimie
- Moses Gomberg identifică primul radical organic (conform definiției moderne), radicalul trifenilmetil.
- Johannes Rydberg îmbunătățește expresia pentru liniile de emisie spectrală ale hidrogenului atomic.

## Fizică
- 26 aprilie: Guglielmo Marconi brevetează circuitul LC.
- 19 octombrie: Max Planck produce legea lui Planck despre radiația corpului negru și Constanta Planck, marcând nașterea fizicii cuantice.[2][3]
- 7 decembrie: Max Planck își expune ipoteza cuantică.
- 23 decembrie: Reginald Fessenden, experimentând cu un transmițător cu scânteie de înaltă frecvență, transmite cu succes un mesaj vocal pe o distanță de aproximativ 1,6 kilometri, de la Cobb Island, Maryland, ceea ce pare să fi fost prima transmisie audio radio.
- Raze gamma descoperite de Paul Villard în timp ce studiază descompunerea uraniului.

## Genetică
- Hugo de Vries publică rezultatele experimentelor sale în Legile lui Mendel.[4]

## Matematică
- David Hilbert formulează o listă de 23 de probleme (problemele Hilbert) ale cercetării matematice.
- Paradoxul lui Russell este descoperit de Ernst Zermelo, dar nu îl publică și este cunoscut numai de Hilbert, Husserl și alți membri ai Universității din Göttingen.
- Gaston Tarry confirmă conjectura lui Euler că nu este posibil un pătrat greco-latin ortogonal de 6 × 6.[5][6][7][8]

## Paleontologie
- Barnum Brown descoperă primul schelet parțial de Tyrannosaurus rex în estul Wyoming, SUA.
- Dr. James K. Hampson identifică un schelet de mastodont în râul Mississippi.

## Premii
- Premiile Royal Society

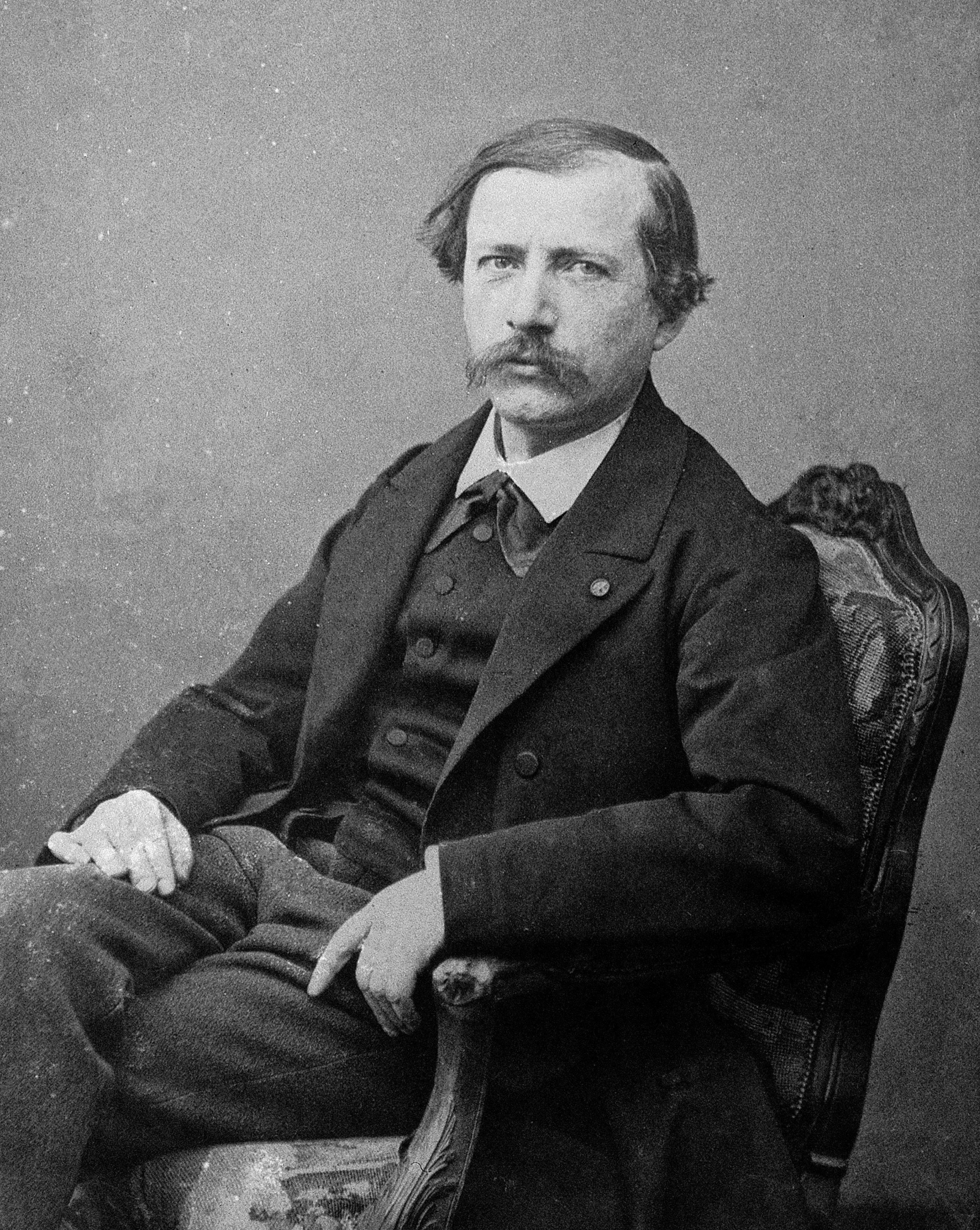
Marcellin Berthelot

  - Medalia Copley: Marcellin Berthelot
  - Medalia Darwin: Ernst Haeckel
  - Medalia Davy: Guglielmo Koerner
  - Medalia regală: Alfred Newton, Percy Alexander MacMahon
  - Medalia Rumford: Antoine Henri Becquerel

- Premiile Societății Geologice din Londra
  - Medalia Lyell: John Edward Marr
  - Medalia Murchison: (Nils) Adolf Erik Nordenskiold
  - Medalia Wollaston: Grove Karl Gilbert

- Premiul Lobatchevski (geometrie): Wilhelm Killing
- Premiul Jules-Janssen (astronomie): Pierre Puiseux
- Medalia  Bruce (astronomie): David Gill
- Medalia Linnéenne: Alfred Newton

## Nașteri
- 10 martie – Frédéric Joliot, fizician francez (d. 1958)
- 25 aprilie – Wolfgang Pauli, fizician de origine austriacă (d. 1958)
- 28 aprilie – Jan Oort, astronom olandez (d. 1992)
- 5 iunie – Dennis Gabor, fizician și inventator maghiar (d. 1979)
- 30 iunie – Gheorghe Vrănceanu, matematician român (d. 1979)

## Decese
- 22 ianuarie – David Edward Hughes, inginer britanic (n. 1831)
- 6 martie – Gottlieb Daimler, inginer german (n. 1834)
- 5 aprilie – Joseph Bertrand, matematician francez (n. 1822)